# Glenn McDuffie

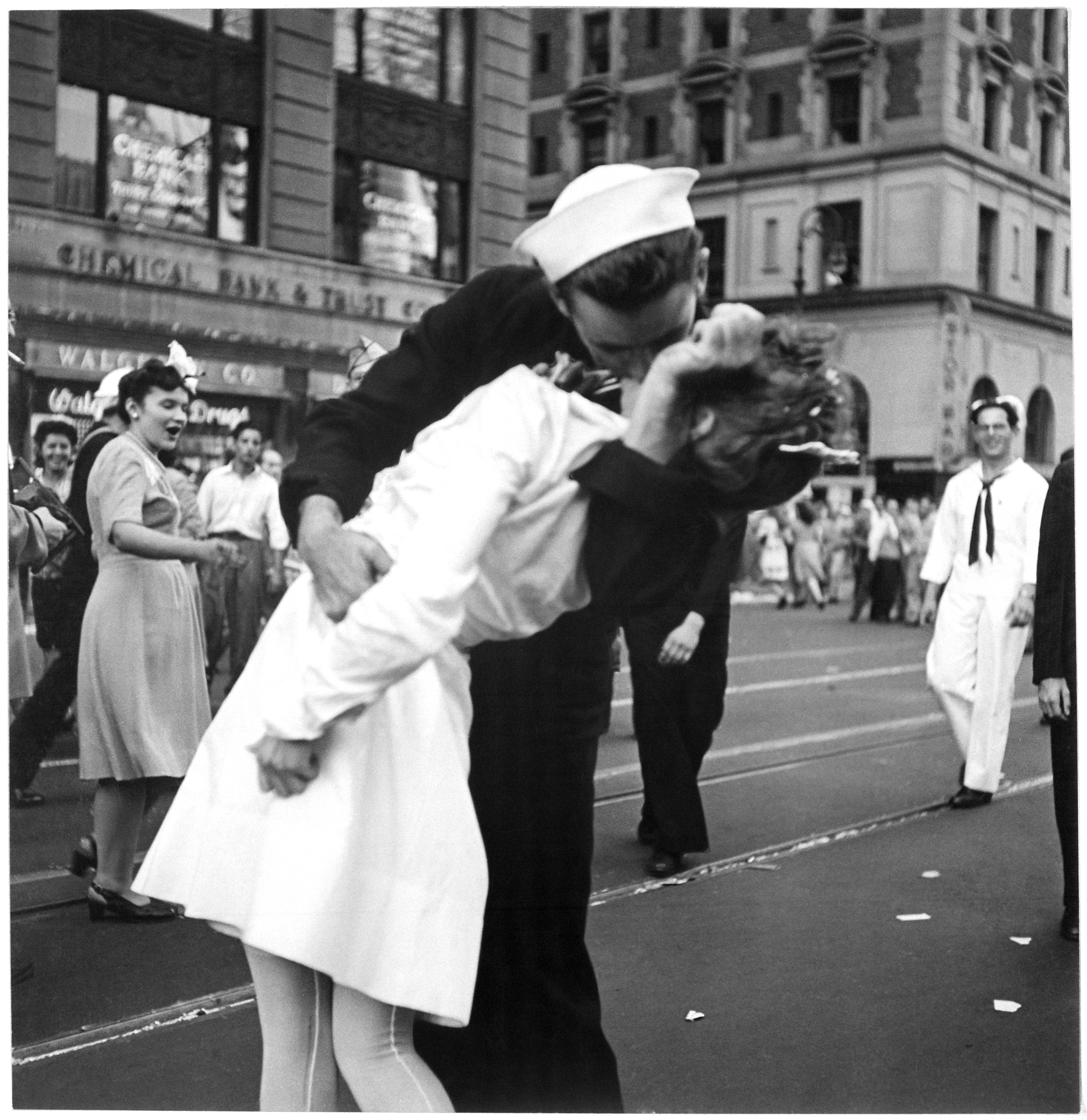
Det berömda fotografiet VJ Day i Times Square

Glenn Edward McDuffie, född 31 maj 1927 Charlotte, North Carolina, död 9 mars 2014 i Dallas, var en amerikansk sjöman. Han var känd för att vara en av personerna på Alfred Eisenstaedt fotografi VJ Day i Times Square. Han kysste sjuksköterskan Edith Shain eftersom andra världskriget slutade. 
McDuffie tjänstgjorde i den amerikanska flottan. Efter andra världskriget spelade McDuffie semi-professionell baseball och arbetade för United States Postal Service. Han dog 2014 i Dallas, Texas av en hjärtattack, 86 år gammal.